# Galega somalensis
Galega somalensis är en ärtväxtart som först beskrevs av Hermann August Theodor Harms, och fick sitt nu gällande namn av Jan Bevington Gillett. Galega somalensis ingår i släktet getrutor, och familjen ärtväxter. Inga underarter finns listade i Catalogue of Life.